# Distrito histórico de Montrose
El Distrito Histórico de Montrose es un distrito histórico que comprende quince edificios de importancia histórica en la comunidad de Montrose, Alabama. El distrito es casi en su totalidad residencial, con la excepción de la oficina de correos de Montrose de 1890.

## Descripción
Montrose está ubicado en la costa este de la Bahía de Mobile, y varias casas en el distrito ocupan lotes frente a la bahía. Nueve de las casas en el distrito fueron diseñadas en el estilo de la cabaña criolla, un estilo arquitectónico vernáculo popular en los estados de la Costa del Golfo. Las casas de campo criollas en el distrito cuentan con fachadas frontales con cinco tramos y porches delanteros empotrados de cuerpo entero sostenidos por columnas cuadradas o biseladas. Muchas de las casas fueron construidas como casas de verano para los residentes de Mobile, dado que Montrose era un destino de vacaciones reconocido en la zona.
El distrito fue agregado al Registro Nacional de Lugares Históricos el 3 de junio de 1976.